# Fußball-Verbandsliga Schleswig-Holstein 2004/05
Die Verbandsliga Schleswig-Holstein wurde zur Saison 2004/05 das 58. Mal ausgetragen und bildete den Unterbau der viertklassigen Oberliga Nord. Der Erstplatzierte stieg am Saisonende direkt auf. Die Mannschaften auf den vier letzten Plätzen mussten in die Bezirksoberliga absteigen.

## Vereine
Im Vergleich zur Saison 2003/04 veränderte sich die Zusammensetzung der Liga folgendermaßen: Durch die Zusammenlegung der Oberliga Hamburg/Schleswig-Holstein mit der Oberliga Niedersachsen/Bremen zur Oberliga Nord waren der Heider SV, Flensburg 08, der TSV Kropp und der Husumer SV aus der Oberliga Hamburg/Schleswig-Holstein abgestiegen, während die Amateurmannschaft des VfB Lübeck in die Oberliga Nord aufgestiegen war. Die vier Absteiger hatten die Verbandsliga verlassen und wurden durch die drei Aufsteiger TSV Plön (Wiederaufstieg nach sieben Jahren), FC Sörup-Sterup (erstmals in der höchsten Amateurliga Schleswig-Holsteins) und BSC Brunsbüttel (Wiederaufstieg nach einer Saison) ersetzt.
| Verein               | Stadt                 | Kreis                 | Qualifikation                                         |
| -------------------- | --------------------- | --------------------- | ----------------------------------------------------- |
| Heider SV            | Heide                 | Dithmarschen          | Absteiger aus der Oberliga Hamburg/Schleswig-Holstein |
| Flensburg 08         | Flensburg             |                       | Absteiger aus der Oberliga Hamburg/Schleswig-Holstein |
| TSV Kropp            | Kropp                 | Schleswig-Flensburg   | Absteiger aus der Oberliga Hamburg/Schleswig-Holstein |
| Husumer SV           | Husum                 | Nordfriesland         | Absteiger aus der Oberliga Hamburg/Schleswig-Holstein |
| SV Henstedt-Rhen     | Henstedt-Ulzburg      | Segeberg              | 2. Platz 2003/04                                      |
| Itzehoer SV          | Itzehoe               | Steinburg             | 3. Platz 2003/04                                      |
| TSV Bargteheide      | Bargteheide           | Stormarn              | 4. Platz 2003/04                                      |
| TSV Bordesholm       | Bordesholm            | Rendsburg-Eckernförde | 5. Platz 2003/04                                      |
| Rot-Weiß Moisling    | Lübeck                |                       | 6. Platz 2003/04                                      |
| FC Kilia Kiel        | Kiel                  |                       | 7. Platz 2003/04                                      |
| SV Eichede           | Steinburg             | Stormarn              | 8. Platz 2003/04                                      |
| PSV Union Neumünster | Neumünster            |                       | 9. Platz 2003/04                                      |
| Oldenburger SV       | Oldenburg in Holstein | Ostholstein           | 10. Platz 2003/04                                     |
| NTSV Strand 08       | Timmendorfer Strand   | Ostholstein           | 11. Platz 2003/04                                     |
| VfR Neumünster II    | Neumünster            |                       | 12. Platz 2003/04                                     |
| TSV Plön             | Plön                  | Plön                  | Aufsteiger aus der Bezirksoberliga Ost                |
| FC Sörup-Sterup      | Sörup                 | Schleswig-Flensburg   | Aufsteiger aus der Bezirksoberliga Nord               |
| BSC Brunsbüttel      | Brunsbüttel           | Dithmarschen          | Aufsteiger aus der Bezirksoberliga West               |

## Saisonverlauf
Die Meisterschaft sicherte sich der Itzehoer SV, der jedoch auf den Aufstieg in die Oberliga Nord verzichtete. Dafür rückte der zweitplatzierte TSV Kropp nach. Die letzten vier Mannschaften mussten aus der Verbandsliga absteigen: der TSV Bordesholm zwei Spielzeiten, der PSV Union Neumünster nach vier Jahren und der BSC Brunsbüttel sowie der FC Sörup-Sterup nach einer Saison. Der VfR Neumünster zog seine Mannschaft nach Saisonende zurück.

### Tabelle
| Pl. | Verein               | Sp. | S  | U  | N  | Tore    | Diff. | Punkte |
| --- | -------------------- | --- | -- | -- | -- | ------- | ----- | ------ |
| 1.  | Itzehoer SV          | 34  | 19 | 13 | 2  | 064:260 | +38   | 70     |
| 2.  | TSV Kropp (A)        | 34  | 21 | 6  | 7  | 088:400 | +48   | 69     |
| 3.  | Husumer SV (A)       | 34  | 21 | 6  | 7  | 069:340 | +35   | 69     |
| 4.  | Rot-Weiß Moisling    | 34  | 21 | 6  | 7  | 079:480 | +31   | 69     |
| 5.  | NTSV Strand 08       | 34  | 18 | 8  | 8  | 075:360 | +39   | 62     |
| 6.  | SV Henstedt-Rhen     | 34  | 18 | 7  | 9  | 095:540 | +41   | 61     |
| 7.  | FC Kilia Kiel        | 34  | 19 | 4  | 11 | 081:470 | +34   | 61     |
| 8.  | SV Eichede           | 34  | 17 | 10 | 7  | 056:380 | +18   | 61     |
| 9.  | Flensburg 08 (A)     | 34  | 12 | 11 | 11 | 056:500 | +6    | 47     |
| 10. | Heider SV (A)        | 34  | 11 | 11 | 12 | 037:420 | −5    | 44     |
| 11. | TSV Bargteheide      | 34  | 10 | 13 | 11 | 046:490 | −3    | 43     |
| 12. | Oldenburger SV       | 34  | 11 | 9  | 14 | 047:560 | −9    | 42     |
| 13. | VfR Neumünster II    | 34  | 13 | 3  | 18 | 046:720 | −26   | 42     |
| 14. | TSV Plön (N)         | 34  | 11 | 4  | 19 | 049:720 | −23   | 37     |
| 15. | TSV Bordesholm       | 34  | 6  | 8  | 20 | 060:780 | −18   | 26     |
| 16. | PSV Union Neumünster | 34  | 7  | 5  | 22 | 045:820 | −37   | 26     |
| 17. | BSC Brunsbüttel (N)  | 34  | 5  | 1  | 28 | 035:117 | −82   | 16     |
| 18. | FC Sörup-Sterup (N)  | 34  | 3  | 1  | 30 | 045:132 | −87   | 10     |

| (M) | Staffelsieger der Verbandsliga Schleswig-Holstein 2003/04     |
| (A) | Absteiger aus der Oberliga Hamburg/Schleswig-Holstein 2003/04 |
| (N) | Aufsteiger aus der Bezirksoberliga 2003/04                    |